# Jubilee (film)
Jubilee è un film del 1978 diretto da Derek Jarman.

## Trama
L'angelo Ariel, evocato dal mago di corte John Dee, conduce Elisabetta I in un futuro situato nel 1977, anno del Giubileo per i 25 anni di regno di Elisabetta II d'Inghilterra. In un paese in decadenza, privo di riferimenti storici o culturali, dominato dagli interessi economici di show business e cultura popolare, incarnati nel luciferino Borgia Ginz, unico imperativo primario è la soddisfazione immediata dei desideri. Tra cumuli di macerie e slum degradati, giardini di fiori di plastica, falò in cui brucia la Union Jack, vecchie chiese adibite a discoteche in cui si consumano riti orgiastici, dominano violenza e disordine.
È in questo caos senza leggi e memoria che agisce una gang di teen-ager al femminile. Seviziano, devastano locali, uccidono compagni con cui hanno appena fatto sesso, si scatenano in una feroce vendetta contro agenti della polizia che hanno giustiziato a sangue freddo alcuni loro amici. Urlano il nichilismo e la disillusione nelle note dei rozzi inni delle loro band punk rock. Nella accecante luce delle bianche scogliere d'Inghilterra, Elisabetta e John Dee si congedano: "L'ultimo nastro che ci legava a ciò che è conosciuto si spezza. Andiamo alla deriva in un mare di tempeste."

## Genesi del film
"Una mano fa girare un mappamondo blu macchiato da un cancro nero, sulle nazioni meticolosamente cancellate campeggiano sinistri messaggi scritti:
NEGATIVA CONDIZIONE MONDIALE
NESSUNA RAGIONE DI ESISTERE
OBSOLETO
"
Considerato il primo film punk rock britannico, Jubilee nacque dalla collaborazione tra Derek Jarman e la modella Jordan, al secolo Pamela Rooke (che nel film interpreta il ruolo di Amyl Nitrate), una delle figure di riferimento della boutique di King's Road, attorno alla quale germogliò il nuovo movimento musicale. Concepito, inizialmente, come un super 8 in cui Jordan avrebbe goduto della più assoluta libertà espressiva, il progetto acquistò consistenza e si arricchì di nuove partecipazioni.
Fu la modella a presentare a Jarman Adam Ant, che aveva dato vita da appena due mesi al gruppo Adam and the Ants e che nel film interpreta il ruolo centrale di un musicista che rifiuta le strategie dello star system. Successivamente si aggiunsero Wayne County e Gene October dei Chelsea nel ruolo di Happy Days, un cantante che dopo un amplesso con una delle "mantidi" della gang, viene soffocato in un sacco di plastica e gettato da un ponte. In un video musicale appaiono anche Siouxsie and the Banshees, gruppo di punta del primo punk rock britannico.

## Critica
In questo suo secondo lungometraggio, Jarman cercò di dar voce al "disgusto sacrosanto e comprensibile, verso tutto ", di cui era espressione il movimento punk, marginalizzando il suo ruolo di regista e stimolando la spontaneità e i contributi dei giovani attori non professionisti. Durante le riprese di una scena in cui Angel accompagna Adam in cima ad un palazzo e da lì gli descrive la miseria della vita urbana, il ragazzo, forse provocato dagli eccessi retorici e pedanteschi di quella lezione di sociologia, non riuscì a trattenere il riso. La scena fu conservata così nella versione finale.
A dispetto di ciò, il film fu pesantemente attaccato da Vivienne Westwood, nume tutelare del punk londinese. In una lettera aperta al regista lo accusò di eccessive indulgenze formalistiche e di compiacersi nella passiva contemplazione estetizzante di degrado e decadenza. Anche l'elogio della diversità, nella sua omologazione dei punk allo spirito dell'epoca elisabettiana, veniva liquidato come un " modo interessante di dire nulla ". Non si esprime molto diversamente il Mereghetti quando punta il dito sui pencolamenti del regista tra gioia e nostalgia di una perduta età dell'oro, di fronte all'instabilità e il disordine di cui è testimone.
Per Jon Savage, invece, "...con quella sua costante atmosfera di disillusione e monito, Jubilee coglieva lo spirito dell'Inghilterra punk più di quanto chiunque potesse prevedere, grazie anche alle ambientazioni, e rimane una delle rare circostanza in cui si può osservare il panorama londinese del 1977."

## Distribuzione
Per l'Italia, Jubilee è stato distribuito, accompagnato da un booklet di Vincenzo Patanè, rimasterizzato e coi sottotitoli da Raro Video, nel 2001.

## Colonna sonora
1. Deutscher Girls - Adam and the Ants
2. Paranoia Paradise - Wayne County & the Electric Chairs
3. Right to Work - Chelsea
4. Nine to Five - Maneaters
5. Plastic Surgery - Adam and the Ants
6. Rule Britannia - Suzi Pinns
7. Jerusalem - Suzi Pinns
8. Wargasm in Pornotopia - Amilcar
9. Slow Water - Brian Eno
10. Dover Beach - Brian Eno
11. Love in a void - Siouxsie and the Banshees